# Same Old Love
«Same Old Love» —en español: «Mismo viejo amor»— es una canción de la cantante estadounidense Selena Gomez, incluida en su segundo álbum de estudio como solista, Revival, lanzado el 9 de octubre de 2015 por el sello discográfico Interscope Records. 
«Same Old Love» aparece en el juego Just Dance 2016.

## Descripción y lanzamiento
A principios de agosto, Billboard confirmó que «Same Old Love» sería el próximo sencillo de Revival, y el sucesor de «Good for You». Finalmente, Interscope Records publicó el sencillo el 9 de septiembre, día en que estuvo disponible junto a la opción de preordenar Revival y el audio en el canal oficial de Gomez en Youtube. Al momento en que salió la canción, automáticamente se convirtió en el tema más comentado en Twitter en la lista de tiempo real de Billboard. Benny Blanco, Charli XCX, Ross Golan y el dúo noruego Stargate compusieron la canción. Para Gomez, el tema representa una nueva identidad del amor, pues «las primeras personas que amas en tu vida son tus padres. Así que para mí, mi padre fue la primera figura masculina que tuve en la vida. Y lo mucho que significa respetar a tus padres y tener una sana relación con ellos porque eso se arrastra a tus relaciones cuando eres mayor».
En el mes de septiembre de 2015, Gomez cubrió la portada de la revista Elle, y le concedió una entrevista. Allí, aclaró los rumores de la dedicación del tema, pues diversos críticos apuntaron directamente a su pasada relación con el cantante canadiense Justin Bieber. Gomez insistió en que «no es necesariamente sobre una relación específica [...] a veces estás atrapado en el mismo ciclo. Esta es más o menos mi canción de "olvídalo todo". Estoy harta de todo». A pesar de haberlo aclarado, aún seguían las especulaciones de la dedicación del tema, a lo que la cantante respondió: «Sí, entiendo eso —que asuman que la canción va dirigida a una relación específica—. Es una canción sobre un ciclo, un ciclo que la gente entiende. Te vuelve loco, pero es hermoso». El 7 de enero de 2016, salió a la luz una remezcla de «Same Old Love» con la colaboración del rapero Fetty Wap, en la que este canta dos versos adicionales; uno al inicio del tema y otro en el puente. En el primero de estos versos, Wap compara estar «harto del mismo viejo amor» con «una dosis de la misma vieja droga».

## Recepción

### Comercial
«Same Old Love» tuvo una recepción comercial favorable en todo el mundo, sobre todo en Norteamérica. En los Estados Unidos, específicamente en la lista Billboard Hot 100, la canción tuvo el mejor debut de la semana del 3 de octubre de 2015, en el número cuarenta y tres. En la semana del 12 de diciembre, la canción tuvo un aumento en ventas del 74% al vender 81 000 gracias a su presentación en los American Music Awards, por lo que llegó al número once de Billboard Hot 100. A la semana siguiente, ingresó al top 10 al posicionarse en el número diez y vender 55 000 copias, la próxima semana alcanzó el número 9, y también llegó a los diez primeros puestos en Radio Songs. «Same Old Love» convirtió a Revival en el primer álbum de Gomez que produjo más de un top 10, pues anteriormente «Good for You» había llegado al número cinco. Más tarde, «Same Old Love» también logró el número cinco en Billboard Hot 100, y se convirtió en la canción más exitosa de Gomez en la radio, pues ocupó el número tres en Radio Songs. El tema lideró la lista Pop Songs por dos semanas consecutivas, al igual que «Good for You». En Canadá, tuvo un acogimiento aún mayor, pues alcanzó el número seis en la lista Canadian Hot 100, que cuenta streaming, ventas y actividad radial de los temas y el número uno en Canada CHR/Top 40, que muestra solo su desempeño en la radio. La organización Music Canada le otorgó un disco de oro por haber vendido un mínimo de 40 mil copias en el país. Aún con solo haberse ubicado en el número dos del conteo Heatseekers Songs y no haber entrado a la lista oficial, «Same Old Love» consiguió la certificación de disco de oro en Nueva Zelanda por vender más de 7500 copias en el territorio.

## Promoción

### Vídeo musical
Selena Gomez publicó el vídeo de «Same Old Love» el 22 de septiembre de 2015, exclusivamente en Apple Music. El 7 de octubre, sin embargo, lo publicó en su cuenta oficial de VEVO. El clip, dirigido por Michael Haussman, toma inspiración de los tipos de amor del mundo y sus respectivos sufrimientos y dolores, como el de una madre afligida con su hijo, un hombre iracundo dirigiendo su ira hacia alguien y una pareja besándose. Este comienza con Gomez saliendo de un hotel y entrando a un auto negro. En su trayecto dentro del auto, Gomez mira por la ventana los desamores de las personas en la calle. Más tarde, aparece en la alfombra roja de su Revival event, donde canta para sus fanes. Según Haussman, la inspiración de Gomez para el vídeo fue ver toda esa humanidad y sentir que no es la única pasando por esas situaciones. El director concedió una entrevista a MTV, en la que dio diversos datos sobre el vídeo musical. Entre estos, comentó que inicialmente quería que Gomez permaneciera durante toda la filmación en el auto, pero luego cambió de parecer, pues le parecía que había una «desconexión elitista» si hacía eso. Efectivamente, «hay un momento determinado en el que se desconecta y sale del carro para tener su propio espacio». El cantante de jazz Tony Bennet fue la inspiración para esta parte, pues, según Haussman, él solía caminar a sus conciertos en lugar de tomar su auto. El director elogió la habilidad de Gomez para actuar y la comparó con la de Justin Timberlake, pues ambos tienen una «fuerte disciplina» que hace fácil trabajar con ellos. Según Alyssa Bailey de la revista Elle, el vídeo tiene una vibra de Britney Spears, especialmente de su clip «Lucky».

### Interpretaciones en directo
Gomez cantó «Same Old Love» por primera vez en su «Revival event», un concierto privado para 800 admiradores en el The Palace Theatre de Los Ángeles. Allí, también cantó «Good for You» y dio una vista previa de «Revival». Gomez inició la promoción de Revival en América el 9 de octubre, mismo día del lanzamiento del álbum. Este día estrenó «Same Old Love» en televisión americana en el programa The Ellen DeGeneres Show, y fue la primera presentación televisada en los Estados Unidos del disco. Durante su interpretación, la cantante usó un top negro debajo de una chaqueta blanca, acompañada de unos pantalones del mismo color y unas botas negras. Elie Saab diseñó este traje, y fue halagado por la crítica, al igual que los demás que había usado para promocionar Revival en otras locaciones. El 12 de octubre, Gomez apareció en Today en el Rockefeller Plaza (Nueva York), para promocionar el disco. Abrió su presentación con «Good for You» en un pequeño escenario en medio del público, y posteriormente subió a la tarima principal para cantar «Same Old Love» y un medley de «Me & the Rhythm» y su éxito «Come & Get It», perteneciente a su álbum de 2013 Stars Dance. El 13 de noviembre, interpretó «Same Old Love» en el evento caritativo Children in Need, que se celebró en el Reino Unido. El 22 del mismo mes, presentó el tema en los American Music Awards 2015. El 11 de diciembre, Gomez cantó una versión balada de «Same Old Love» en el evento Billboard Women in Music, donde la revista Billboard la reconoció como la «Chart Topper» del año. Durante el mismo mes, Gomez cantó nuevamente «Same Old Love» en el concierto Jingle Ball organizado por iHeartRadio, junto a otros de sus éxitos como «Good for You», «Hands to Myself» y «Love You like a Love Song».
El 23 de enero de 2016, la intérprete apareció como invitada musical en un episodio del programa estadounidense Saturday Night Live, donde presentó un medley de «Good for You» y «Same Old Love». Esta presentación estuvo acompañada solo por un grupo de hombres alrededor de la vocalista, chasqueando los dedos al ritmo de las canciones. En el mismo episodio, cantó «Hands to Myself», esta vez acompañada por dos bailarines y una cama, en la cual realizaban movimientos con las manos. El episodio tuvo 5 millones de espectadores en la noche de su estreno, 400 mil más que el promedio de su cuadragésima primera temporada. Igualmente, fue el más visto de la noche del 23 de enero en la televisión por cable estadounidense.

## Otras versiones y uso en los medios
En enero de 2016, la cantante canadiense Alessia Cara versionó el tema en el programa Elvis Duran and the Morning Show. «Same Old Love» aparece en el juego Just Dance 2016, perteneciente a la gran franquicia Just Dance.

## Posiciones en listas

### Semanales
| País              | Lista                    | Mejor posición |
| ----------------- | ------------------------ | -------------- |
| Alemania          | German Singles Chart     | 56             |
| Australia         | Australian Singles Chart | 33             |
| Austria           | Ö3 Austria Top 40        | 66             |
| Bélgica (Flandes) | Ultratop 50              | 5              |
| Bélgica (Valonia) | Ultratop 50              | 4              |
| Canadá            | Canadian Hot 100         | 6              |
| Canadá            | Canada CHR/Top 40        | 1              |
| Dinamarca         | Tracklisten              | 23             |
| Escocia           | Scottish Singles Chart   | 66             |
| Eslovaquia        | Singles Digitál Top 100  | 10             |
| España            | Spanish Singles Chart    | 49             |
| Estados Unidos    | Billboard Hot 100        | 5              |
| Estados Unidos    | Digital Songs            | 5              |
| Estados Unidos    | Pop Songs                | 1              |
| Estados Unidos    | Radio Songs              | 3              |
| Estados Unidos    | Streaming Songs          | 13             |
| Finlandia         | Latauslista              | 28             |
| Francia           | French Singles Chart     | 26             |
| Hungría           | Single (Track) Top 40    | 33             |
| Hungría           | Stream Top 40            | 14             |
| Irlanda           | Irish Singles Chart      | 72             |
| Italia            | Italian Singles Chart    | 49             |
| Noruega           | VG-lista                 | 37             |
| Nueva Zelanda     | New Zealand Heatseekers  | 2              |
| Países Bajos      | Dutch Top 40             | 42             |
| Reino Unido       | UK Singles Chart         | 81             |
| República Checa   | Singles Digital Top 100  | 6              |
| Suecia            | Swedish Singles Chart    | 37             |
| Suiza             | Swiss Single Chart       | 47             |

#### Sucesión en listas semanales
| Predecesor: «Sorry» de Justin Bieber | Pop Songs — Sencillo número uno 23 de enero de 2016 — 6 de febrero de 2016 | Sucesor: «Here» de Alessia Cara |

## Certificaciones
| País                                                       | Organismo certificador | Certificación | Ventas certificadas | Ref.   |
| ---------------------------------------------------------- | ---------------------- | ------------- | ------------------- | ------ |
| Canadá                                                     | Music Canada           | 2× Platino    | 180 000             | [ 16 ] |
| Dinamarca                                                  | IFPI                   | Platino*      | 90 000              | [ 57 ] |
| Estados Unidos                                             | RIAA                   | 3× Platino    | 3 000               | [ 58 ] |
| Italia                                                     | FIMI                   | Oro*          | 30 000              | [ 59 ] |
| Nueva Zelanda                                              | RMNZ                   | Oro           | 15 000              | [ 18 ] |
| Polonia                                                    | ZPAV                   | 2× Platino    | 40 000              | [ 60 ] |
| Reino Unido                                                | BPI                    | Plata         | 200 000             |        |
| Suecia                                                     | IFPI                   | Platino       | 40 000              | [ 61 ] |
| (*) significa que la certificación puede incluir streaming |                        |               |                     |        |

## Premios y nominaciones
| Año  | Ceremonia de premiación     | Premio                                          | Resultado | Ref.   |
| ---- | --------------------------- | ----------------------------------------------- | --------- | ------ |
| 2016 | Teen Choice Awards          | Choice Break-Up Song                            | Nominada  | [ 62 ] |
| 2016 | Annual Music Society Awards | Pop Vocal or Contemporany Recording of the Year | Nominada  | [ 63 ] |